# 阿波羅神廟
阿波羅神廟（希臘語：Ναός του Απόλλωνα）是一座位於希臘德尔斐的神廟遺址，它在德爾菲的神廟及遺跡群中具有最重要和關鍵性的地位。也在古希臘世界是極為重要的信仰中心。該神廟亦為阿波羅神女祭司皮媞亞的駐地，在此傳達德尔菲神谕，根據古代記載，在整個歷史上建造了五座不同類型的阿波羅神廟。今天考古現場可見部分柱廊的第五代神廟，可以追溯到公元前20世紀。

## 位置
阿波羅神廟位於希臘中部的帕納索斯山上，也是世界遗产「德尔斐的考古地」的一部分，相對於古希臘城鎮，傳說中宙斯曾經於相反方向放出兩隻蒼鷹來測量大地，而它們相遇的地點正是德爾菲，因此德尔斐被古希臘人認為是世界的中心，落座於偏遠的位置。而神殿在山上的位置，則象徵著阿波羅和泛希臘化聖地本身的顯赫地位。鑑於其中心位置和交通不便的情況，因此德尔斐的阿波羅神廟並不是普通的遺址。

## 沿革

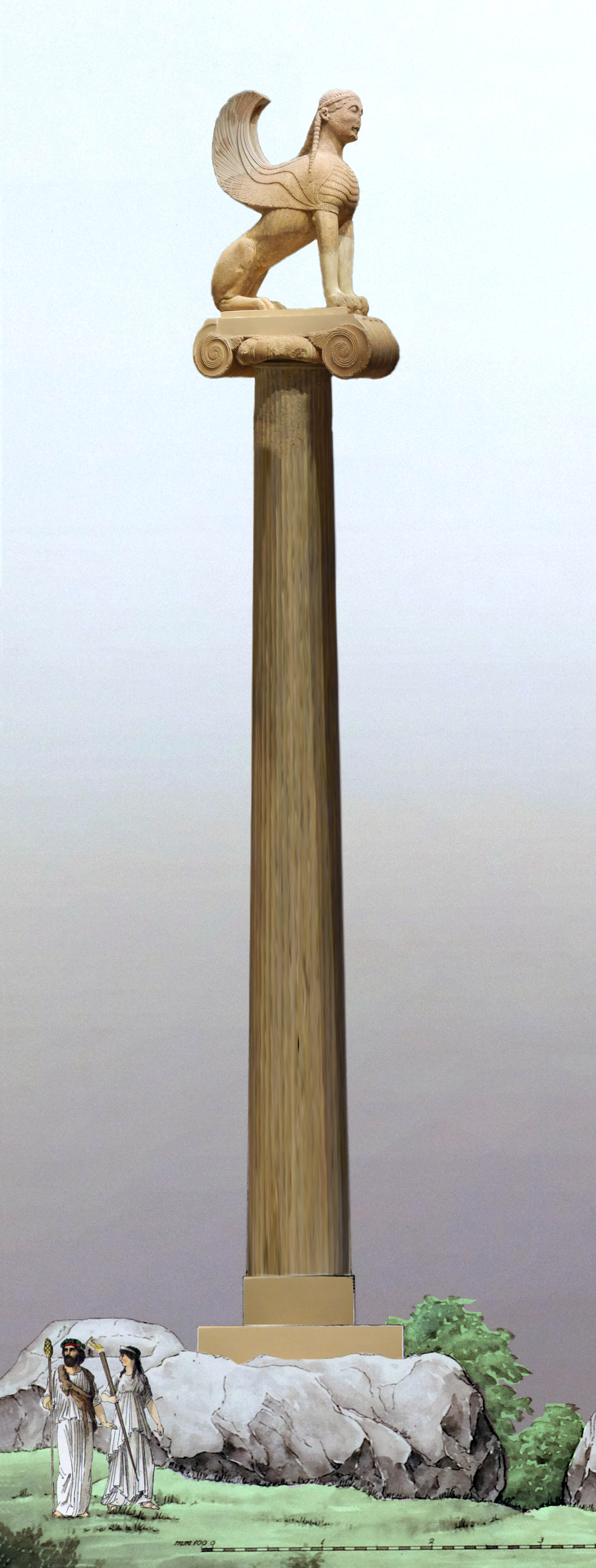
納克索斯獅身人面像（公元前560年），位於阿波羅神廟旁邊。

### 希臘神話
根據神話傳說，當太陽從德爾斐的峽谷中升起時，阿波羅曾殺死了以前守護神諭的皮同，在獲得神諭後，阿波羅則和他的母親勒托和他的妹妹阿耳忒弥斯受到德爾斐的祭拜。

### 成立
現在殘存的神廟遺址為建于公元前4世纪的第六代神廟建築，為多立克式的圍柱式建築，為斯平塔罗斯等人在早期的神廟遺址上模仿舊貌建立的，不過这个版本显得相对朴素，可能歸因重建时的经济条件不足。神廟建築平面呈長方形，長60.32公尺，寬23.82公尺，前后两面各竖有六个陶立克柱，侧边各排列15根同样风格的石柱。神廟坐落于帕那索斯山的山腰懸崖上，海拔約500公尺，在这个高度能够俯瞰整个希腊中部，而且其地点被精心勘選，位在「最顯赫的位置（ἐπιφᾶνήστος τόπος）」，使得圣地的任何角落都能够看見它。
西元2世紀，保萨尼亚斯在他的著作中《希臘志》提到此地第一至第四代神廟建築，最初的神廟據說可能是用來自坦佩谷的月桂枝建造的草屋；第二代的神廟據傳說是蜜蜂以蜂蠟和翅膀建造，並被阿波羅以強大的風吹毀至许珀耳玻瑞亚，又有一說是由當地人以山上蕨類編織建造；第三代建築則被認為是以青銅建造。考古发掘皆没有找到第一代至第三代神廟建築的踪迹。詩人品達在作品中描述了第三代神廟的細節，例如賽蓮的雕像。第四代神庙由特罗福尼乌斯和阿伽墨得斯所建，毁于西元前548/47年，第五十八奧林匹亞期間首年的大火，並在阿爾克馬埃翁家族資助和指揮下重建。第四代神廟傳說是由石頭建造，但現代的理論資料則持其他看法。在考古現場附近發現的納克索斯獅身人面像建於公元前560年左右。據稱曾座落於第四代神庙的高柱上。

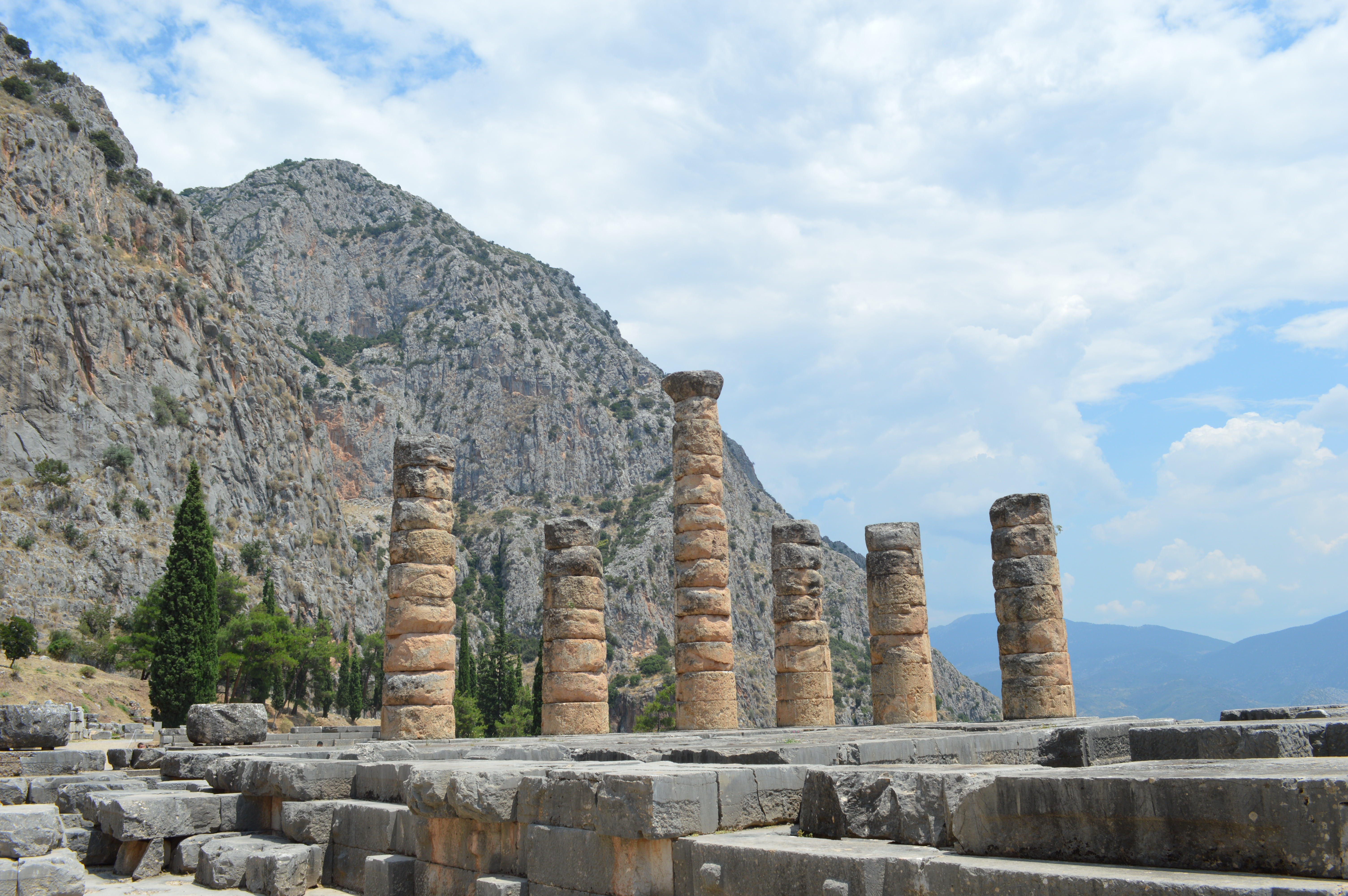
在阿波羅神廟遺跡的東南角可以看到一組多立克柱。

第五代建築始建於公元前510年，但在地震後不得不重建，它们也是最为人所知的遺跡。前者用石头所砌，采用了古风时期的风格，其中有些部分被重新運用在第六个神庙的基底上。據說阿波羅神廟的入口處刻著三句箴言：「認識你自己」（ΓΝΩΘΙ ΣEΑΥΤΟΝ）、「凡事勿過度」（ ΜΗΔΕΝ ΑΓΑΝ）、「妄立誓則禍近」（ΕΓΓΥΑ, ΠΑΡΑ ΔΑΤΗ）。
這座寺廟一直使用到公元390年，當時羅馬皇帝狄奧多西一世以基督教的名義摧毀了寺廟和大部分雕像和藝術品，從而使神諭中斷了。神廟最終被基督徒完全摧毀。
目前，阿波羅神廟的廢墟比帕納索斯山南坡的其他一些廢墟更加殘破。這主要是由於建築結構使用了較軟的材料，如石灰石、多孔石等。

## 功能
阿波羅神廟是一個泛希臘化聖地，並為所有希臘城鎮提供服務。考古學家約翰·亨利·米德爾頓認為，神廟所在地的德爾福有助於凸顯出聖殿的泛希臘化聖地空間，在希臘人看來，神廟及城鎮它代表了政治和宗教上「統一」的希臘。

### 政治功能
布法羅大學古典學教授蘇珊·古特爾·科爾在她的著作《風景、性別和儀式空間》中解釋道：「阿波羅是法律和政治方面的權威人物。這位神祇為希臘文明服務，並尋求政治支持和保護係辣免受腐敗領導的侵害。來自不同希臘定居點的公民來到德爾斐，通過德尔菲神谕接受阿波羅的政治指導。」
根據科爾的說法，希臘文明存在將包含政治衝突決議的文本，放置在阿波羅神廟牆壁上的記載。這樣做是為了將政治文本神聖化並展示這些源自阿波羅權威的希臘法律。
公元六世紀，來自古希臘地區Ozolian Locris的定居者在神廟中懸掛了政治文字。該文件包含一個新建立殖民地的法律，並且還對利用這些法律做出非法行為的領導人提出了懲罰。來自德雷索斯的七世紀法律和來自戈爾廷的六世紀法律，也都規定了其文明中政治職位的條件和規定。

### 健康服務
科爾也寫道：「阿波羅也是希臘的治愈之神，他解決了有關污染的爭議，並批准了淨化計劃」，這些計劃提交給了他和他在德尔菲神谕身據推測，德爾福的阿波羅神廟能夠緩解受到瘟疫影響的文明，以作為象徵性的信仰。

## 皮媞亞
皮媞亞是阿波羅神廟的高階女祭司，她們以向前來朝聖達阿波羅神人傳達神諭而聞名，被認為能預知未來。在問詢前有一些儀式需要履行，它們由女預言者在兩個祭司的配合下完成。後者終生服務於神廟。
皮媞亞的神諭過程如下：由於神廟重開的時候總是有無數的信徒等候。因此神廟的祭司有權安排參加儀式的優先權，當朝聖者在神殿外的祭壇上提供祭品（通常為獻祭的動物：如山羊、綿羊或公牛等）。如果皮提亞認為祭品足夠，當祭品進獻後，她將允許朝聖者進入阿波羅神殿，並帶領朝聖者到聖殿地下的房間。 她將坐在房間裡的三脚架上，这个架子支在产生神谕的沟壑（ἄδυτον / ）中，下面就是产生天然气的裂缝。皮提娅則手持一个（用于浇祭用的扁盘子）以及一支月桂（阿波罗的神树）。
所有報告都指出，皮媞亞將會吸入氣體或煙霧，從裝有泉水的銀碗裡喝水，手裡拿著月桂樹的樹枝，在這樣做的過程中皮媞亞將會陷入譫妄。在這種恍惚的心理狀態中，皮媞亞開始用無法理解的語言來表達關於阿波羅的知識、或是神的旨意等解釋。一位站在神殿上方的牧師，則會通過地板上的開口聽到皮媞亞的聲音從而得知預言。至於牧師對預言的解釋是口頭傳達給朝聖者、還是寫在月桂葉上給予朝聖者得知訊息的解釋，在近代學術界方面仍有一定的爭議。

## 近代挖掘

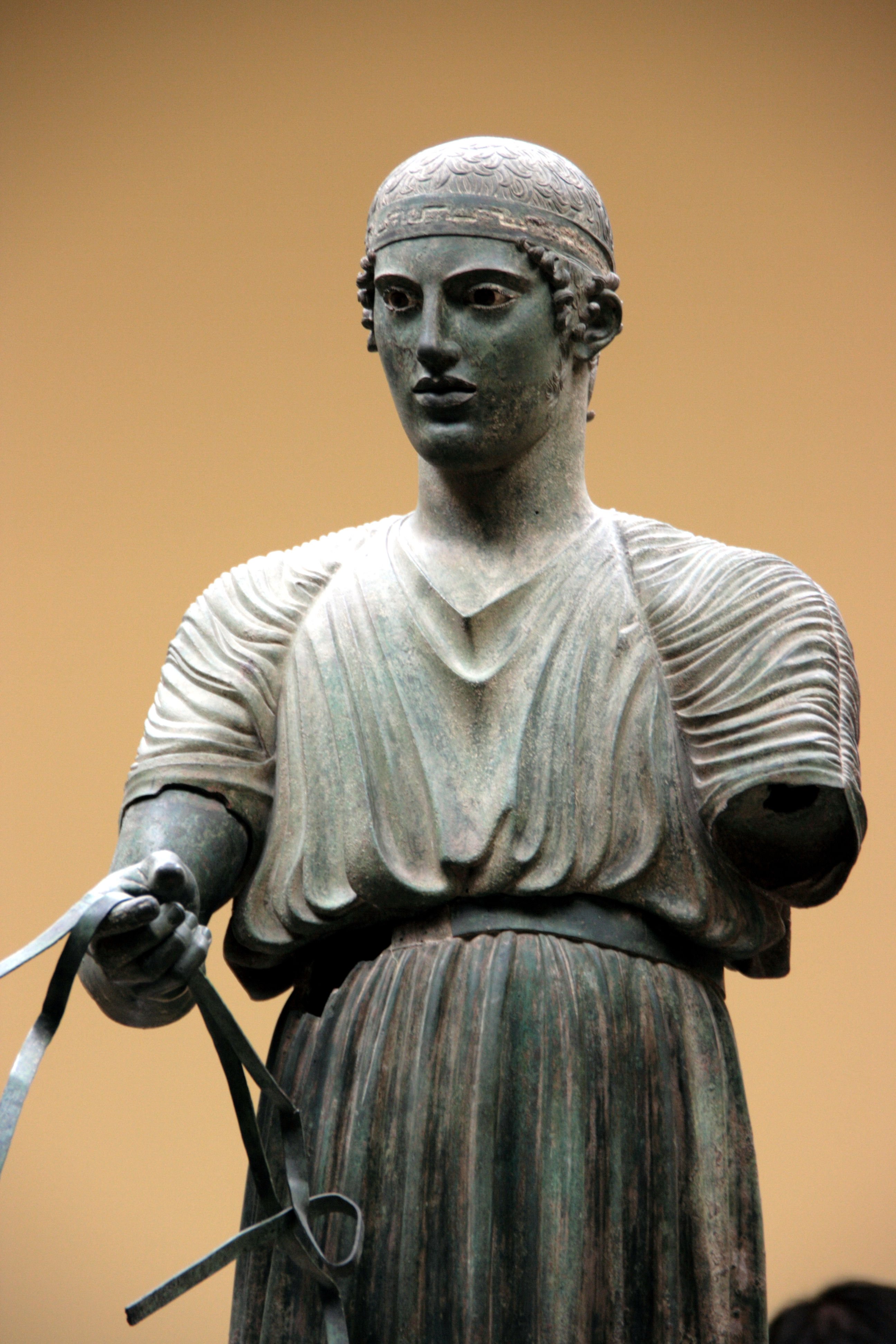
德爾菲戰車

1891年，法國政府授予雅典法國學校挖掘德爾菲遺跡的權利，並在1892年正式在德爾菲進行了第一次挖掘，考古學家讓·泰菲勒·霍姆勒 (Jean Théphille Homelle) 則領導了德爾菲遺址的挖掘工作，其中包括阿波羅神廟，在該次挖掘中，考古學家們發現了各種獻給阿波羅的藝術祭品。包括建築物、雕像、青銅和大理石結構等。其中包括一尊被稱為德爾菲戰車的青銅雕像，是一座較大的青銅結構和其餘結構組成的大型雕塑。
根據德爾菲考古學博物館的說法，戰車是來自傑拉的僭主波利澤盧斯（Polyzelus）贈送的禮物，在參加皮提亞運動會的勝利之旅後獻給了神廟。發掘過程中的另一項重要發現是三位女性的雕塑，被稱為「德爾福的舞者」。同時也包括了納克索斯獅身人面像的頭部，目前上述文物則保存於德爾菲考古學博物館。
1938年，雅典法國學校在考古學家羅伯特·德曼格爾的指導下，在未來的秘書皮埃爾·阿曼德里和考古學家皮埃爾·德拉科斯特-梅塞利埃的監督下再次發掘。他們在阿波羅聖殿下方地下發現了兩個小洞穴。並在洞穴中發現包括由象牙、青銅和黃金碎片等材料製成的人物雕像。該雕像的頭髮和配飾是用黃金製成的，臉和四肢是用象牙製成的。整體雕像遺骸保存完好，此外在神廟下方的遺跡中還發現了描繪動物和神話人物的金石板。
最近對阿波羅神廟的地質研究，已經確定了該地點下方地下存有裂縫和斷層帶。在構造事件期間，這些斷層帶可能排放出碳氫化合物氣體，該氣體可能會對人類產生陶醉和精神上的影響。地質證據還表明，神殿下方的裂縫為卡斯塔利亞泉水進入神殿創造可能的通道。更有可能是關於皮媞亞在傳遞神諭預言時，所忍受譫妄狀態的記述起源。

## 另見
- 古希臘神廟列表

## 外部連結
1. Centre, UNESCO World Heritage. “Archaeological Site of Delphi.” UNESCO World Heritage Centre, https://whc.unesco.org/en/list/393/
2. “Sanctuary of Apollo at Delphi (Video).” Khan Academy, https://www.khanacademy.org/humanities/ancient-art-civilizations/greek-art/daedalic-archaic/v/delphi
3. Delphi (Site). http://www.perseus.tufts.edu/hopper/artifact?object=Site&name=Delphi

 维基共享资源上的相關多媒體資源：阿波羅神廟